# Severina Orosa

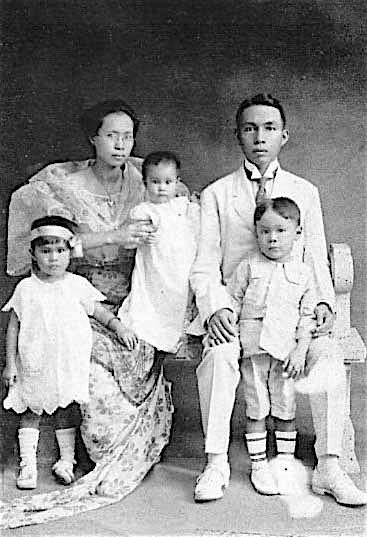
Severina Orosa (tweede van links) in 1920

Severina L. Orosa (Batangas City, 11 februari 1890 - 23 mei 1984) was een Filipijns arts en schrijfster. Ze was een van de eerste vrouwelijke artsen van de Filipijnen.

## Biografie
Severina Orosa werd geboren op 11 februari 1890 als Severina Luna in de stad Batangas in de gelijknamige provincie Batangas. Haar ouders waren Remigio Luna en Rafaela Dinglasan. Luna-Orosa studeerde medicijnen aan de University of the Philippines. In 1914 studeerde ze als valedictorian af als Doctor of Medicine (M.D.). Tijdens haar studie ontmoette ze ook haar toekomstige echtgenoot Sixto Orosa sr.. Hij studeerde af in het zelfde jaar, als tweede van dat jaar (saledictorian).
Na haar afstuderen doceerde ze een jaar zoölogie en protozoölogie aan haar alma mater voor ze met haar echtgenoot vertrok naar het uiterste zuiden van de Filipijnen. Daar werkte ze vanaf 1915 tot 1926 werkte als arts in het Sulu Public Hospital, waar hij man werkzaam was als directeur en chirurg. In 1926 werd Orosa benoemd tot arts van de publieke scholen in de stad Manilla. Weer later werd ze aangesteld als hoofd van het Maternity and Childrens Hospital in de stad Bacolod. 
Naast haar werk als arts was Orosa ook actief als schrijfster. Ze schreef regelmatig columns voor de Philippine Herald. Tevens schreef ze het boek Sex Education at Home en het toneelstuk Almost within Grasp. Ook bewerkte ze de boeken Rizal and the Filipino Women en Rizal's Liga Filipina en bracht ze het boek Rizal: Man and Hero uit.
Orosa overleed in 1984 op 94-jarige leeftijd Samen met haar echtgenoot Sixto Orosa sr. kreeg ze twee zoons en drie dochters. Hun zoon Sixto Orosa jr. was een bekend bankier en hun dochter Leonor Orosa-Goquingco was nationaal kunstenaar van de Filipijnen. Dochter Rosalinda Orosa was een bekend kunst- en muziekcriticus.